# Selbach
Selbach es un municipio brasileño del estado de Rio Grande do Sul.
Se encuentra ubicado a una latitud de 28º37'43" Sur y una longitud de 52º57'09" Oeste. Su población estimada para el año 2003 era de 5.107 habitantes.
Ocupa una superficie de 177,66 km².
- Datos: Q1785790
- Multimedia: Selbach / Q1785790

1. ↑  Worldpostalcodes.org,código postal n.º 99450-000.